# Substance
Substance — збірка англійської групи Joy Division, яка була випущена 11 липня 1988 року.

## Композиції
1. Warsaw – 2:25
2. Leaders of Men – 2:35
3. Digital – 2:50
4. Autosuggestion – 6:08
5. Transmission – 3:36
6. She's Lost Control – 4:45
7. Incubation – 2:52
8. Dead Souls – 4:56
9. Atmosphere – 4:10
10. Love Will Tear Us Apart – 3:25
11. No Love Lost – 3:43
12. Failures – 3:44
13. Glass – 3:53
14. From Safety to Where – 2:27
15. Novelty – 4:00
16. Komakino – 3:52
17. These Days – 3:24

## Учасники запису
- Єн Кертіс — гітара
- Бернар Самнер — гітара
- Пітер Хук — барабани
- Стефен Морріс — бас-гітара

## Сертифікації
| Регіон                                             | Сертифікація | Продажі  |
| -------------------------------------------------- | ------------ | -------- |
| Велика Британія (BPI)                              | Золотий      | 100 000^ |
| ^відвантаження, що базуються лише на сертифікаціях |              |          |